# 野郎
野郎（やろう）とは、成人男性を指す言葉。江戸時代では前髪を落として月代を剃った男性を指した。のちにこの言葉は男性を侮蔑する場合に使用されるようになる（対語は「女郎（めろう）」）。

## 方言
現在では一般に東日本でよく使われる単語であり、「男」を「野郎」というのは、北海道、秋田県、山形県、宮城県、福島県、茨城県、群馬県(ただし西部ではあまり使われない)、埼玉県、東京都(伊豆大島、三宅島等も含む)、千葉県、神奈川県、新潟県(佐渡島を除く)、長野県北部、山梨県、静岡県、愛知県(ただし名古屋ではあまり使われない)と、離れて和歌山県である。

## 派生語
月代を剃った頭を「野郎頭」と言い、その「野郎頭」の役者のみで興業される歌舞伎は「野郎歌舞伎」と呼ばれた（詳しくは歌舞伎#歴史を参照）。
女形を演じる男性役者は、そり落とした月代を手ぬぐいなど隠したが、やがて「野郎帽子」と呼ばれる被り物を用いるようになった。
野郎歌舞伎の役者（「野郎」）が得意客に呼ばれて遊興の場に連なることもあり、「野郎遊び」、「野郎買ひ」という言い回しが使用された。